# Edificio Avenida Caseros 410-490
El Edificio Caseros 410- 490, también conocido como “Conventillo de los Ingleses”, “Edificio de los Ingleses” o “Edificio Schindler”, es una obra del arquitecto suizo Christian Schindler. Schindler realizó este trabajo en 1910 por encargo del propietario Alberto Anchorena, quien lo usufructuó como residencia para los directivos ingleses del Ferrocarril del Sud.
El edificio, lindero del Parque Lezama, ocupa todo el frente de manzana de la Avenida Caseros entre las calles Defensa y Bolívar, en la vereda par. Está compuesto por cinco bloques sucesivos con entradas independientes en los números 410, 430, 450, 470 y 490, entre las que se emplazan una sucesión de locales comerciales. En los últimos años se ha desarrollado aquí un importante polo gastronómico, impulsado tras la construcción del bulevar, el arreglo de las veredas y la modernización del alumbrado público en la Avenida Caseros.

## Historia
En 1910, el suizo Christian Schindler, arquitecto radicado en la Argentina desde 1884 que trabajó en la construcción de gran parte de los edificios de renta situados en la Avenida de Mayo, recibió el encargo de Alberto Anchorena, propietario del terreno lindero al Parque Lezama, de construir un edificio de rentas destinado a ser residencia de los directivos británicos de la empresa Ferrocarril del Sud. La nacionalidad de sus ocupantes dio lugar al nombre de “conventillo de los ingleses”, que recordaba a la denominación “quinta de los ingleses” con la que se conoció los terrenos del actual Parque Lezama a mediados del siglo XIX, y fue reemplazado por el más actual “edificio de los ingleses”. La confluencia de estos habitantes con la llegada de veteranos de la Primera Guerra Mundial que se alojaron en la casona de Juan de Garay al 474, hoy Hotel Zavalía, dieron lugar al reconocimiento de británico al barrio, gentilicio con el que en 1928 rebautizaron el bar “El Cosechero” como Bar Británico
Tras la reglamentación de la ley de propiedad horizontal de 1948, los departamentos fueron vendidos a propietarios individuales. En las últimas décadas del siglo XX el edificio fue reconocido como lugar de residencia de artistas, entre los que se encontraban los pintores Roberto Aizenberg, Josefina Robirosa, y el director teatral Cecilio Madanes.
En 2006, el gobierno de la Ciudad Autónoma de Buenos Aires emprendió la construcción de un bulevar en este sector de la Avenida Caseros, el arreglo de las veredas y la modernización del alumbrado público, lo que impulsó el desarrollo de la cuadra como un polo gastronómico.

## Descripción
Lindero al Parque Lezama, el edificio está ubicado en la vereda sur de la primera cuadra de la Avenida Caseros, entre la calle Defensa y la calle Bolívar. Su fachada de 120 metros ocupa todo el largo de esta acera. El edificio está compuesto por cinco cuerpos sucesivos y simétricos con entradas independientes en los números 410, 430, 450, 470 y 490, entre las que se sitúan sucesivos locales comerciales. Los bloques cuentan con cuatro pisos que cuentan con espaciosos departamentos, de amplias dimensiones diseñados para alquilar como viviendas a las familias de profesionales y trabajadores jerárquicos. Los bloques situados en las esquinas poseen un quinto piso, rematado con una mansarda de tejas oscuras, al estilo del academicismo francés. Schindler combinó los balcones frontales con bow windows, con lo que atenuó la potencial monotonía de un frente tan extenso. También combinó diferentes motivos en las rejas de los balcones, intercalando diseños por piso. En el primero utilizó un modelo considerado una firma personal en sus construcciones. En su interior emplazó escaleras de mármol, suelos de madera y extraordinarios ascensores de jaula.